# Soft Sound from a Blue Cornet
Soft Sound from a Blue Cornet är jazzgruppen Sweet Jazz Trios första musikalbum från 1996.

## Låtlista
1. That's All (Alan Brandt/Bob Haymes) – 4'52
2. I've Found a New Baby (Jack Palmer/Spencer Williams) – 4'52
3. Do You Know What It Means (Eddie DeLange/Louis Alter) – 6'55
4. I Can't Give You Anything But Love (Jimmy McHugh/Dorothy Fields) – 2'01
5. Bird of Prey Blues (Coleman Hawkins) – 5'45
6. Lotus Blossom (Billy Strayhorn) – 2'34
7. You Can Depend on Me (Earl Hines/Charles Carpenter/Louis Dunlop) – 4'38
8. The Nearness of You (Hoagy Carmichael/Ned Washington) – 4'37
9. Tribute to Lennart (Lasse Törnqvist/Mats Larsson/Hans Backenroth) – 5'23
10. These Foolish Things (Jack Strachey/Eric Maschwitz) – 6'15
11. Stumbling (Zez Confrey) – 4'21
12. A Nightingale Sang in Berkeley Square (Manning Sherwin/Jack Strachey/Eric Maschwitz) – 5'52
13. What a Wonderful World (Bob Thiele/George David Weiss) – 2'27

## Medverkande
- Lasse Törnqvist – kornett
- Mats Larsson – gitarr
- Hans Backenroth – bas